# Artemiz (Furia femenina)
Artemiz (también se escribe como Artemis), es un personaje ficticio, y cazadora alienígena, aunque no es retratada como deidad, es miembro de las Batallón de Furias Femeninas, y pertenece a la editorial DC Comics, haciendo su debut en las páginas de Suicide Squad Vol. 1 #35 (noviembre de 1989), y fue creado por John Ostrander y Luke McDowell.

## Biografía del personaje ficticio
Siendo miembro de las furias femeninas, siendo formada en el cuadro de las guerreras femeninas de Abuela Bondad, Artemiz es una arquera feroz, que utiliza su arco y flechas como arma, así como su ciberpak, Unus, Secondus y Tertius, unos fieros y feroces lobos cibernéticos. Artemiz no fue una de las furias originales, sino que se unió posteriormente luego de que Lashina fue traicionada por Bernadeth y la dejasen en la Tierra. Abuela Bondad la reclutó para sustentar la pérdida de Lashina Es conocida por tener sus disputas con Stompa, pero se lleva bien con el resto de las furias. Sus agudos sentidos a menudo son útiles, y las furias ocasionalmente la tienen como su exploradora en el área, en lugar de que permanezca con el equipo.
Durante la batalla contra el Suicide Squad, Artemiz se le vio luchar contra Nightshade, quien la derrotó pero no la mató. Abuela Bondad, después de jactarse de Nightshade, le dijo a Artemiz que debió ejecutarla. Más adelante, se volvería unir a las furias, cuando lucharon contra Supergirl, mientras buscaban a Twillight.
Ella y sus compañeras de equipo intentarían posteriormente que Casandra Sandsmark (Wonder Girl), se uniese a sus filas cuando varios Dioses Infinity son encontrados muertos por Infinity-Man. Si bien no lograrían reclutar a la joven amazona, el compañero de equipo de Artemiz, Bloody Mary sería asesinada por Infinity-Man, causando que el equipo regrese a Apokolips.

## Poderes y habilidades
Artemiz o (Artemis) es una hábil cazadora y rastreadora, comanda un trio de lobos cibernéticos. Ella está entrenada en el uso del tiro con largo. Ella tiende a utilizar flechas estándar y ha usado otras flechas más especializadas.

## Apariciones en otros medios

### Televisión
- Artemiz aparece en el especial de televisión DC Super Hero Girls "DC Super Hero Girls: Super Hero High".

### Película animada
- Artemiz aparece en la película DC Super Hero Girls: Intergalactic Games, junto a las otras Furias; Artemiz se une a los Juegos Intergalácticos.
- Artemiz aparece en la película de LEGO, Lego DC Super Hero Girls: Brain Drain.